# Sochy svatého Jana Nepomuckého a svatého Jana Sarkandera
Sochy svatého Jana Nepomuckého a svatého Jana Sarkandera se nachází na zděném parapetu mostu přes potok Rokytku u kaple svaté Anny v Moravských Budějovicích  v okrese Třebíč a jsou chráněnými kulturními památkami.

## Popis
Barokní zděný most přes Rokytnou na svém jižním zděném zábradlí je ozdoben sochami svatého Jana Nepomuckého a svatého Jana Sarkandera. Sochy na profilovaných pilířích byly součástí zděného obloukového mostu. Kolem roku 1910 byl oblouk mostu nahrazen rovným překladem s kovovým zábradlím a pilíře zbourány a sochy byly osazeny na kamenné parapety. V roce 1976 a 2004 byly sochy restaurovány. V roce 2024 byl vypracován restaurátorský průzkum pro restaurování obou soch.

### Socha svatého Jana Nepomuckého
Socha svatého Jana Nepomuckého v nadživotní velikosti je zhotovena z mušlového vápence. Stojí na podnoži s datací 1796, která je položena na čtyřbokém soklu s jednoduchou římsou. Svatý oděn v kanovnickém rouchu stojí v kontrapostu pravé nohy. V levé ruce drží kříž s Kristem a v pravé pokrčené ruce drží palmovou ratolest. Hlava s biret je mírně nakloněna ke kříži.

### Socha svatého Jana Sarkandera
Socha svatého Jana Sarkandera v nadživotní velikosti je zhotovena z mušlového vápence. Stojí na podnoži s datací 1869, která je položena na čtyřbokém soklu s jednoduchou římsou. Svatý oděn v kanovnickém rouchu stojí v kontrapostu levé nohy. U pravé nohy mu leží pouta. V pravé ruce drží kříž s Kristem, k němuž sklání pootočenou hlavu. V levé ruce visící podél těla drží knihu. Na hlavě má posazený biret a svatozář.

## Galerie

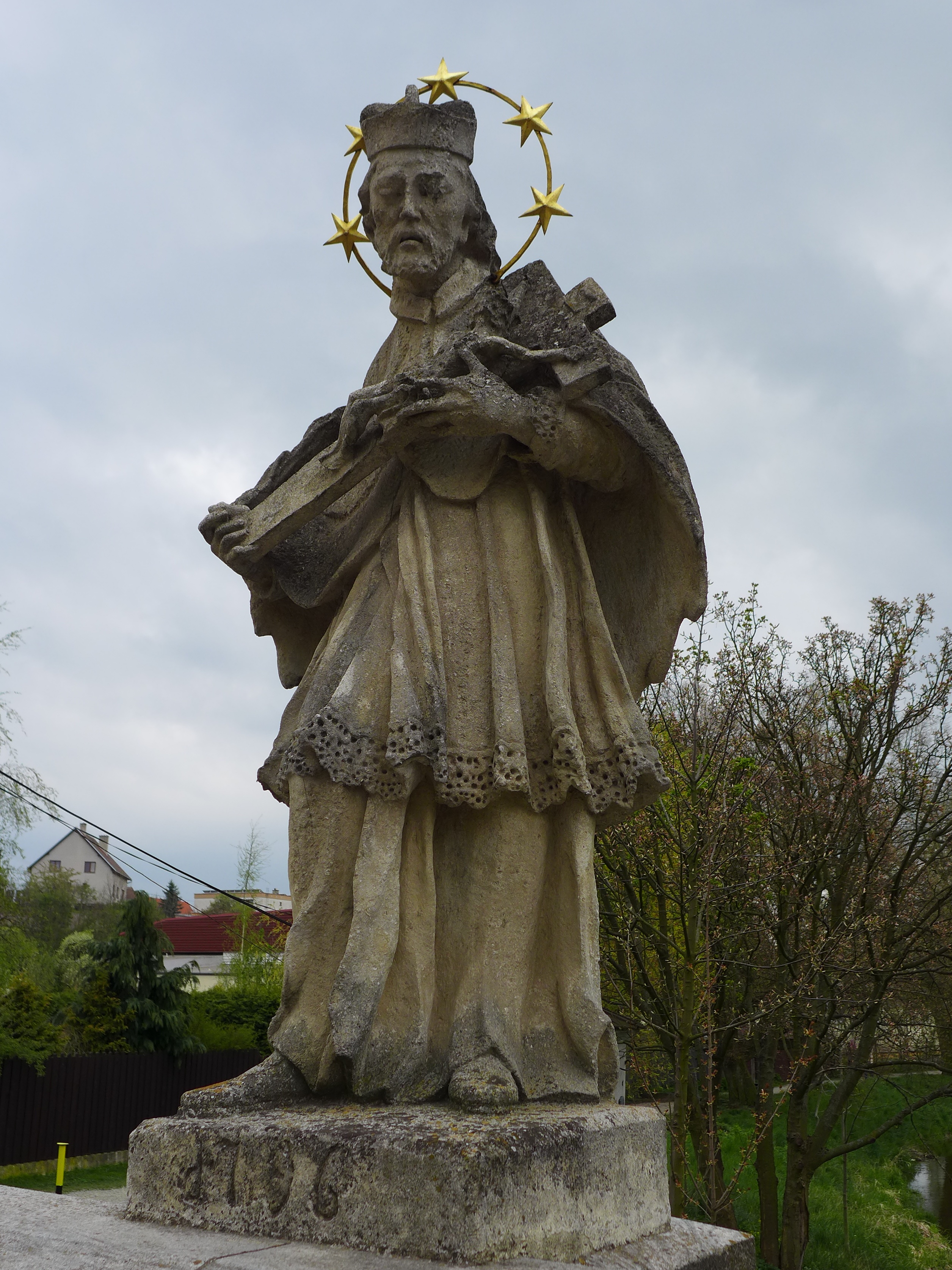
Socha sv. Jana Nepomuckého
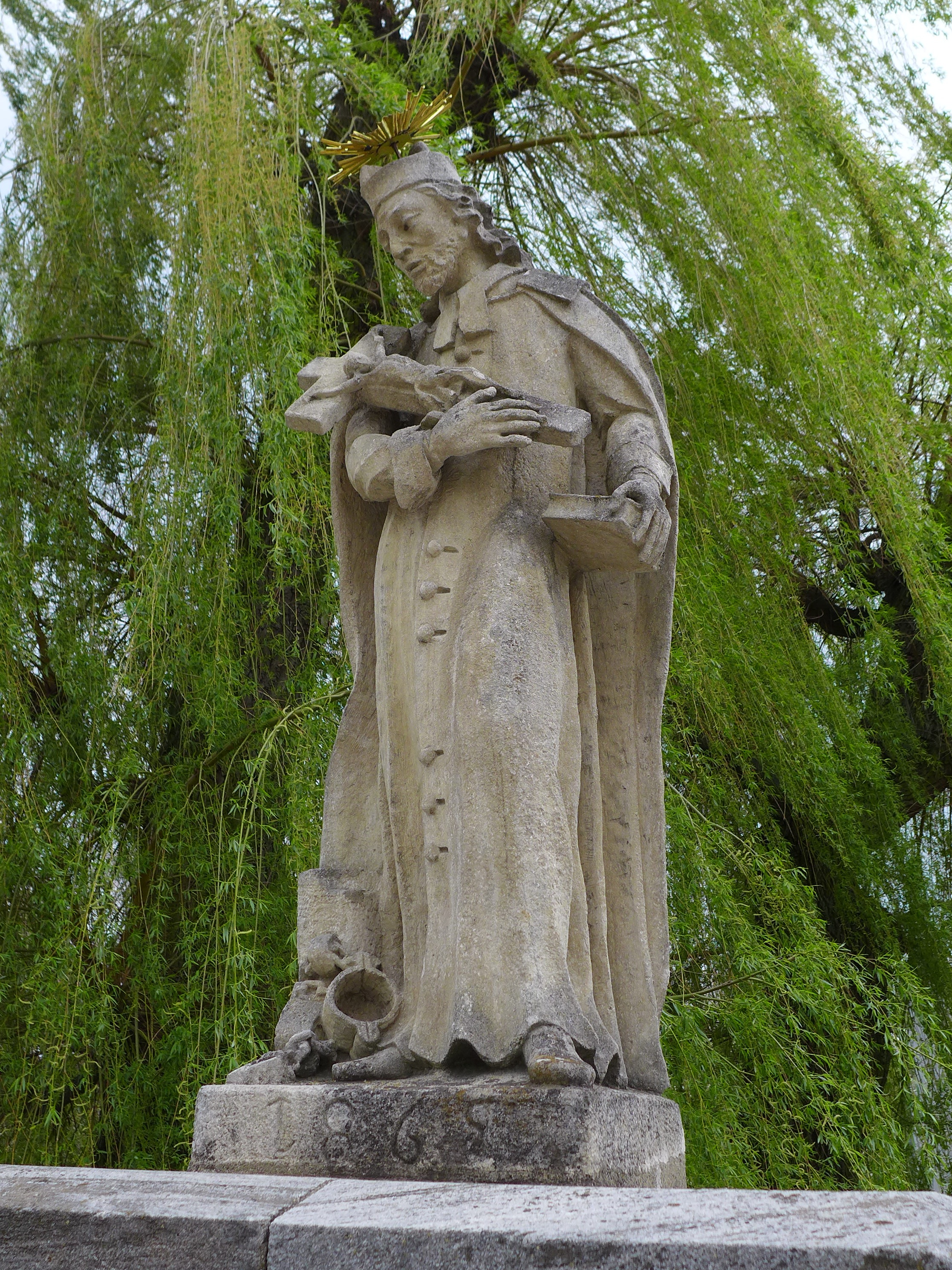
Socha svatého Jana Sankandera